# C-130-Absturz in Nigeria 1992
Der C-130-Absturz in Nigeria 1992 war der Absturz eines Flugzeuges der nigerianischen Luftwaffe.
Am 26. September 1992 stürzte eine Lockheed C-130H Hercules der nigerianischen Luftwaffe drei Minuten nach dem Start vom Flughafen Lagos ab, da drei Triebwerke ausfielen. Alle 159 Menschen an Bord kamen ums Leben, darunter acht ausländische Staatsangehörige. Das Flugzeug war mit hoher Zuladung gestartet und befand sich auf dem Weg nach Kaduna und Jos. Es handelt sich um den schwersten Unfall einer Hercules C-130 nach Todesopfern und den zweitschwersten Flugunfall in Nigeria.

## Unfallhergang
Das 1975 in Betrieb genommene Flugzeug mit der Werknummer 4624 hob um 17:30 Uhr vom Murtala Muhammed International Airport ab. Unmittelbar nach dem Abheben fiel das Triebwerk 2 aus, kurz darauf ein weiteres. Die Piloten wollten im Ejigbo-Kanal notwassern, es kam jedoch zu einem dritten Triebwerksausfall. Sie verloren die Kontrolle über das Flugzeug, welches sieben Kilometer südsüdwestlich des Startflughafens Lagos senkrecht zu Boden stürzte und um 17:35 Uhr in einem Sumpf mit Mangrovenbäumen aufschlug. Es wird vermutet, dass die Triebwerke ausfielen, weil der Kraftstoff mit Wasser und Bakterien verunreinigt war.

## Opfer
Amtlichen Angaben zufolge kamen insgesamt 151 Nigerianer, fünf Ghanaer, ein Tansanier, ein Simbabwer und ein ugandischer Militäroffizier ums Leben. Da keine Ladepapiere erstellt wurden, ist jedoch wahrscheinlich, dass sich mehr Personen an Bord befanden. So ist in einigen Berichten die Rede von 163, in anderen von 174 oder sogar 200 Personen an Bord, darunter auch einige nicht identifizierte Zivilisten und Militärangehörige, die „per Anhalter“ mitgeflogen seien. Von den an Bord befindlichen Offizieren, die eine Schulung in Jaji absolvieren sollten, hauptsächlich Majore, Oberleutnante und Geschwaderführer, gehörten 98 dem Heer, 14 der Marine und zwölf der Luftwaffe an.